# 石壁张氏家庙
石壁张氏家庙，又称上祠，位于中国福建省宁化县石壁镇石碧村，清康熙五十三年（1714年）建，占地面积约700平方米，由前大埕、池塘、石旗杆、门楼、门厅、正堂等组成。大门八字开，重檐歇山顶；正堂为穿斗抬梁式混合结构，面阔五间，进深五柱。2009年11月16日公布为第七批福建省文物保护单位。